# Antonín Vincenc Šlechta

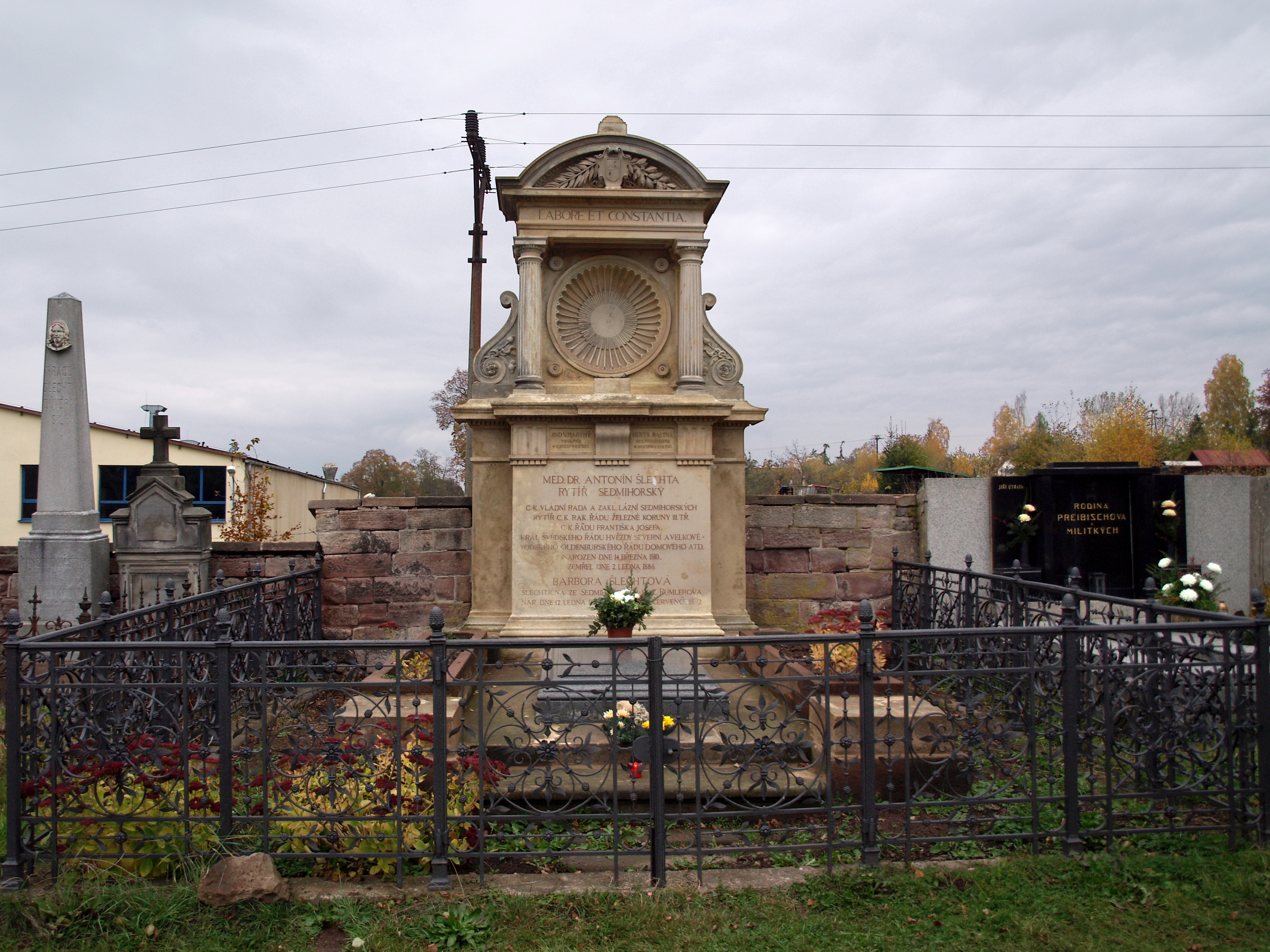
Hrob A. V. Šlechty, rytíře Sedmihorského v Lomnici nad Popelkou

Med. Dr. Antonín Vincenc Šlechta (14. března 1810, Lomnice nad Popelkou – 2. ledna 1886, Sedmihorky), nositel titulu rytíř Sedmihorský, byl český lékař-balneolog, zastánce vodoléčby, zakladatel a dlouholetý ředitel lázní Sedmihorky.
Vystudoval filozofii a medicínu v Praze, potom krátce působil jako lékař v Turnově. V roce 1840 založil na místě pusté myslivny v Českém ráji u obce Karlovice lázně Sedmihorky; podporu mu poskytl baron Alois Aehrenthal. V Sedmihorkách se po vzoru Vincenze Priessnitze prováděla vodoléčba. Šlechta neuznával některé extrémní metody užívané v rámci této terapie v tehdejší době (např. studené sprchy s vodou padající z velké výšky nebo koupele v ledové vodě). Vodoléčbu postavil na racionální základ a zajistil jí místo v tradiční medicíně. Úspěšně též praktikoval léčbu tyfu[nepřesný odkaz] studenou cestou. Sedmihorky brzy získaly věhlas – ačkoli neposkytovaly takové pohodlí jako jiná letoviska, byly v krásné krajině a klidném prostředí. Za Šlechtova vedení do Sedmihorek jezdili věhlasní lékaři, z nichž mnozí byli jeho osobními přáteli (např. František Piťha, Josef Škoda, Karel Rokytanský nebo Bohumil Eiselt).
Šlechta stál v čele lázní přes 40 let. Byl známý svým humanismem a dobročinností. Pomáhal zraněným při bojích u Turnova r. 1866. Staral se nejen o fyzické zdraví pacientů, ale i o jejich zábavu a duševní prospěch. Potřebným nabízely jeho lázně péči zdarma, a Šlechta podporoval i českou kulturu a literaturu.